# Бурова проходка
Бурова проходка (рос. буровая проходка, англ. shaft sinking by drilling technique; нім. Bohrabteufen der Schächte) — будівництво вертикальних шахтних стовбурів із застосуванням бурових установок. 
Характеризується виконанням всіх технологічних процесів без присутності людей у вибої. Бурова проходка колодязів і шахтних стовбурів невеликого діаметра і глибини здійснювалася ще на соляних копальнях в України-Руси (ІХ ст.). Широке застосування бурова проходка отримала з 2-ї половини XX ст. спочатку переважно в складних гірничих та гідрогеологічних умовах, з 60-х рр. — в звичайних умовах для будівництва стовбурів малого діаметра.